# Ray Wong
Pour les articles homonymes, voir Wong.
 (décembre 2021).
Si vous disposez d'ouvrages ou d'articles de référence ou si vous connaissez des sites web de qualité traitant du thème abordé ici, merci de compléter l'article en donnant les références utiles à sa vérifiabilité et en les liant à la section « Notes et références ».
 (décembre 2021).
Ray Wong Toi-yeung (cantonais : 黃台仰), né le 15 septembre 1993, est un activiste pro-démocratie originaire de Hong Kong. Il a fondé le groupe de pression localiste Hong Kong Indigenous qui s'oppose à l'influence dominatrice de la Chine sur Hong Kong. Avec d'autres militants insatisfaits du mouvement démocratique, il a participé activement aux manifestations de 2014 à Hong Kong — surnommées Révolution des parapluies — ainsi qu'aux troubles civils de Mong Kok le 8 février 2016, jour de l'An chinois. Il fut arrêté au cours du même mois.

## Jeunesse et carrière
Né à Hong Kong en 1993, il a étudié à l'école secondaire du gouvernement Tang Shiu Kin Victoria (en) et au Caritas Bianchi College of Careers (en). Il travaille actuellement comme designer d'intérieur indépendant.

## Fondation deHong Kong Indigenous
Déçu de l'échec des protestations et de la désaffection des dirigeants à la suite des manifestations de 2014 à Hong Kong, Ray Wong contribue à la formation d'un groupe localiste : les « Indigènes de Hong Kong » (Hong Kong Indigenous).
Hong Kong Indigenous a continué à organiser et à participer à d'autres mouvements sociaux, notamment les manifestations de 2015 contre le commerce parallèle entre la Chine et Hong Kong qui génère des pénuries de biens d'équipement ménager et de l'inflation. Ray Wong sera arrêté cinq fois au cours de plusieurs de ces manifestations dont : Liberate Sheung Shui (le 24 janvier), Liberate Tuen Mun (le 8 février) et Liberate Yuen Long (en) (le 1er mars).

## Convictions
Ray Wong déclare qu'il est un immigrant anti-continental et que l'afflux d'immigrants en provenance de la partie continentale porte atteinte à la culture de Hong Kong, et que ceux-ci abusent du système de protection sociale de Hong Kong. Il a également déclaré qu'il considérerait un immigré comme un hongkongais à condition qu'il défende l'autonomie de Hong Kong, sa culture et ses valeurs.
Alors qu'il promeut le droit de Hong Kong à l'autodétermination, Ray Wong est perçu comme un séparatiste par le camp pro-Pékin.